# Цакарија (Напуљ)
Цакарија је насеље у Италији у округу Напуљ, региону Кампанија.
Према процени из 2011. у насељу је живело 113 становника. Насеље се налази на надморској висини од 23 м.